# Clytia singulare
Clytia singulare är ett nässeldjur som först beskrevs av Mayer 1900. Arten ingår i släktet Clytia och familjen Campanulariidae. Inga underarter finns listade i Catalogue of Life.